# إيرا إيميطي
إيرا إيميطي هو ثاني ملك لسلالة إيسن في العراق وهو من الأموريين ألذين سكنوا في جنوب العراق، بدأ حكمه في سنة 1805 ق م. حسب قائمة ملوك سومر حكم لمدة 6 سنوات وإنتهى حكمه في سنة 1799 ق م. في عصر هذا الملك بدأ صعود مملكة لارسا. وقد خلف الحكم من ليبيط إنليل وخلفه إنليل باني.